# Perfect Propose
Perfect Propose (パーフェクトプロポーズ Pāfekuto Puropōzu?) es una serie de manga japonesa de Mayo Tsurukame. Fue serializada en la revista mensual de yaoi Gush desde el 7 de mayo de 2019 hasta el 7 de julio de 2020.
Una adaptación televisiva de acción real se transmitió en Fuji TV On Demand del 2 de febrero de 2024 al 1 de marzo de 2024. El drama televisivo fue compilado y relanzado como una película de cine bajo el título Perfect Propose: Dream Edition.

## Sinopsis
Hirokuni Watari es un asalariado con un constante exceso de trabajo. Una noche, Hirokuni recibe la visita de Kai Fukaya, su amigo de la infancia. Kai, quien le había confesado que era gay y había propuesto matrimonio de niño. Tras mudarse del restaurante familiar donde trabajaba después de que su jefe fuera hospitalizado, Kai no tiene dónde vivir, y Hirokuni, a regañadientes, le permite quedarse en su apartamento.
Cuando Kai empieza a vivir con Hirokuni, le cocina y limpia, y poco a poco, la calidad de vida de Hirokuni mejora. Con el tiempo, Hirokuni se da cuenta de que le ha cogido cariño; sin embargo, sigue estresado por el exceso de trabajo, agravado por la renuncia de su exigente jefe y sus compañeros, Sakamoto y Kaneko. Un día, Kai revela que su jefe será dado de alta del hospital y le pregunta a Hirokuni su opinión sobre si debería regresar, pero Hirokuni no puede darle una respuesta.
Poco después, Hirokuni finalmente termina el proyecto de su empresa. Al regresar a casa, Kai ya ha decidido mudarse. Hirokuni le revela que corresponde a sus sentimientos románticos y lo convence de quedarse. Juntos, permanecen en el apartamento como pareja, mientras Kai trabaja como sucesor de su jefe e Hirokuni renuncia a su empresa para trabajar en la recién fundada firma de Kaneko.

## Personajes
Hirokuni Watari (渡 浩国 Watari Hirokuni?)
 Seiyū: Tomoaki Maeno (audiolibro), interpretado por Junya Kaneko (drama televisivo)
Hirokuni es un asalariado que está sobrecargado de trabajo. A pesar de estar exhausto por su excesiva jornada laboral en una empresa corrupta, se mantiene firme e imperturbable.
Kai Fukaya (深谷 甲斐 Fukaya Kai?)
 Seiyū: Toshiki Masuda (audiolibro), interpretado por Kōta Nomura (drama televisivo)
Kai es un hombre más joven que Hirokuni que vivía en su vecindario cuando eran niños. Kai es experto en tareas domésticas y cuida de Hirokuni cuando se muda con él. Es descrito como "sereno" y muestra poca emoción en sus expresiones faciales y voz.
Kaneko (金子?)
 Seiyū: Daichi Kanbara (audiolibro), interpretado por Jingi Irie (drama televisivo)
Kaneko es compañero de trabajo de Hirokuni y su senpai. Él renuncia para fundar su propia empresa.

## Medios

### Manga
Perfect Propose fue escrito e ilustrado por Mayo Tsurukame. Se serializó en la revista mensual de manga yaoi Gush desde la edición de junio de 2019, lanzada el 7 de mayo de 2019, hasta la edición de agosto de 2020, publicada el 7 de julio de 2020. Los capítulos fueron publicados más adelante en un tankōbon por Kaiohsha bajo el sello Gush Comics. El 8 de octubre de 2021, Manga Planet anunció que había licenciado Perfect Propose para su servicio de lectura de mangas yaoi, Futekiya.
| N.º | Fecha de lanzamiento | ISBN              | Ref.   |
| --- | -------------------- | ----------------- | ------ |
| 1   | 7 de agosto de 2020  | 978-4-7964-1383-1 | [ 13 ] |

### Audiolibro
Una adaptación de audiolibro producida por Movic se lanzó en CD el 28 de mayo de 2021, protagonizada por Toshiki Masuda como Kai y Tomoaki Maeno como Hirokuni.

### Adaptación televisiva
Una adaptación televisiva en acción real de Perfect Propose se anunció el 12 de octubre de 2023. La serie fue producida por FAB y se estrenó el 2 de febrero de 2024 en Fuji TV On Demand, el servicio de streaming en línea de Fuji TV. Fue licenciada en inglés por GagaOOLala.
La serie está protagonizada por Junya Kaneko como Hirokuni y Kōta Nomura como Kai. Kaneko había leído el manga antes de audicionar para la serie. Nomura no tenía experiencia previa en la cocina y tuvo que aprender para prepararse para el papel, incluso consultando con un coordinador de alimentos para que su comida fuera atractiva. El reparto secundario incluye a Jingi Irie, Ayane Kinoshita, Rio Takahashi, Yuta Hayashi y Ryō Iwase.
La adaptación del drama televisivo se lanzó en formato doméstico en Blu-ray y DVD el 3 de julio de 2024. Fue compilada y relanzada como película de cine el 25 de octubre de 2024, bajo el título Perfect Propose: Dream Edition.

## Recepción
En junio de 2024, Perfect Propose vendió más de 210 000 copias físicas. Para noviembre de 2024, la serie vendió más de 250 000 copias físicas. Perfect Propose se ubicó entre los 5 primeros en la categoría de yaoi en los Everyone Chooses!! Digital Comic Awards de 2022.
The Television elogió la adaptación televisiva de acción real, alabando la forma en que se retrató el afecto de Kai por Hirokuni y su fortaleza en momentos de debilidad. Durante su primera emisión, se ubicó entre los 10 programas más vistos en Fuji TV, así como el número 1 en el ranking semanal de espectadores de yaoi de Fuji TV On Demand. También se ubicó en el número 1 en todas las regiones de GagaOOLala durante su emisión.